# Ischnotoma (Ischnotoma) shannoniana
Ischnotoma (Ischnotoma) shannoniana is een tweevleugelige uit de familie langpootmuggen (Tipulidae). De soort komt voor in het Neotropisch gebied.